# Vikhit
Vikhit, prema Hoffmanu  (MS. vocab., BAE, 1882), jedna od šest lokalnih skupina Ahtena (Ahtna-khotana) indijanaca, jezična porodica athapaskan, u bazenu rijeke Copper na Aljaski. 
Ostalih pet skupina koje navodi su Ikherkhamut, Kangikhlukhmut, Kulchana (oni možda nisu pripadali Ahtenama), Kulushut i Shukhtutakhlit.